# 松本大輝 (俳優)
松本 大輝（まつもと ひろき、1999年3月29日 - ）は、日本の俳優。本名同じ。北海道札幌市出身。スターダストプロモーション制作3部所属。

## 略歴
札幌北斗高等学校卒業後、スポーツトレーナーを目指して専門学校に進学。
2018年、吉田学園北海道スポーツ専門学校在学中に、第31回ジュノン・スーパーボーイ・コンテストにてグランプリに選ばれ、芸能生活を始める。北海道出身のグランプリは2015年の飯島寛騎以来。
2019年、テレビドラマ『臨床犯罪学者 火村英生の推理2019「狩人の悪夢」編』で俳優デビュー。
2022年、特撮テレビドラマ『ウルトラマンデッカー』のアスミカナタ役でテレビドラマ初主演。

## 人物
趣味は、映画鑑賞、スニーカー探し。特技は、バスケットボール。札幌市立北栄中学校時代から打ち込み、専門学校のバスケットボール部では全国大会に出場した。
ウルトラシリーズの中では、『ウルトラマンコスモス』が好きであるという。

## 出演

### テレビドラマ
- 連続テレビ小説 エール 第112回・第119回（2020年11月17日・26日、NHK） - 広松寛治 役[注釈 1]
- ウルトラシリーズ（テレビ東京） - アスミカナタ 役
  - ウルトラマンデッカー（2022年7月9日 - 2023年1月21日） - 主演[4][注釈 2]
  - ウルトラマン ニュージェネレーション スターズ（2023年4月8日・15日）
- 新潟4局合同ミニドラマ「夜明けまえの彼女たち」episode 「未来を想像して」（2022年12月3日 - 17日、BSN新潟放送） - 健太郎 役
- ガチ恋粘着獣（2023年4月9日 - 6月11日、朝日放送テレビ・テレビ朝日） - ギンガ / 劍隆文 役[5]
- 灰色の乙女（2023年9月6日 - 10月18日、MBS・TBS） - 長谷川柚輝 役[6]
- 佐原先生と土岐くん（2023年12月1日 - 2024年2月2日、MBS） - 藤堂慎治 役[7]
- ザ・トラベルナース（2024年10月17日 - 12月19日、テレビ朝日） - 半田一 役[8]
- みつめてそらして-crossroad-（2024年12月27日、朝日放送テレビ） - 主演・秋 役[9][10]
- ふったらどしゃぶり（2025年1月10日 - 2月21日、毎日放送） - 藤澤和章 役[11]
- ジョフウ 〜女性に××××って必要ですか?〜（2025年4月2日 - 6月4日、テレビ東京） - マルニ 役[12]
- 六月のタイムマシン（2025年5月4日 - 6月29日、BS12 トゥエルビ） - 柏木琉青 役[13]

### ネット配信
- 臨床犯罪学者 火村英生の推理2019「狩人の悪夢」編（2019年9月29日・10月6日、Hulu） - 渡瀬信也 役[14]
- FAKE MOTION 湯けむり温泉卓球事件簿 （2020年5月28日 - 6月11日、Hulu） - 桑原大志 役
- 最期の授業-生き残った者だけが卒業-（2024年11月26日、UniReel） - 永井大地 役[15]
- みつめてそらして-moratorium-（2024年12月21日配信、TikTok） - 主演・秋 役[9][10]

### 映画
- 都会のトム&ソーヤ（2021年7月30日、イオンエンターテイメント） - 清田且弥 役
- ウルトラマンデッカー最終章 旅立ちの彼方へ…（2023年2月23日、バンダイナムコアーツ） - 主演・アスミカナタ 役[16]
- 遺書、公開。（2025年1月31日、松竹） - 横山嵐 役[17][18][19]

### 舞台
- 音楽劇『秘密を持った少年たち』（2023年11月17日 - 23日〈予定〉、日本青年館ホール）[20]

### 雑誌連載
- JUNON （2019年 - 2021年、主婦と生活社）

### CM
- 株式会社ポケモン ポケモンカードゲームPV 「CHAMPION ROAD」（2023年）

### MV
- ベリーグッドマン「線香花火」（2019年）
- 川崎鷹也「拝啓、ひまわり」（2021年）

### 玩具
- ウルトラマンデッカー ウルトラディーフラッシャー -MEMORIAL EDITION-（2023年7月）
- DXアークキューブPremium ニュージェネレーションスターズセット03（2025年2月）